# Nemile
Nemile (in tedesco Neumühle) è un comune della Repubblica Ceca facente parte del distretto di Šumperk, nella regione di Olomouc.